# Marko Vuletić
Marko Vuletić, črnogorski general, * 17. november 1910, † ?.

## Življenjepis
Leta 1935 je postal član KPJ; leta 1941 se je pridružil NOVJ. Med vojno je bil politični komisar več enot.
Po vojni je bil politični komisar divizije ter nato Letalskega šolskega centra,...